# 東方華爾街 (電視劇)
《東方華爾街》（英語：The Trading Floor，前名為《香港華爾街》）是一部2018年的香港金融題材的原創迷你劇。由黃國強導演，劉德華監製，吳鎮宇、張孝全、余男、陳家樂、江奇霖、蔡潔、潘燦良等主演，譚耀文、張可頤特別演出。由福斯傳媒集團，企鵝影視和映藝電視製作共同出品，劇集於2018年5月24日在福斯旗下的衛視電影台廣播，首播連播兩集，並在FOX+串流影視平台和腾讯视频上架，每周四更新，全劇共五集。

## 製作

### 發展
2017年3月12日，《東方華爾街》首次亮相在香港國際影視展2017，由劉德華的映藝電視製作和福斯傳媒集團聯合製作，並由映藝電視製作製作的五集迷你劇。劇集以亞洲金融市場為題材，由2014年香港電視的《選戰》總導演黃國強執導和創作。《東方華爾街》總預算為500萬美元（每集100萬美元，約780萬港元），該系列的開發總共花費了三年時間。第1季共5集，第2季亦積極籌備中。

### 拍攝
《東方華爾街》在2017年4月舉行開鏡儀式，其中包括吳鎮宇、張孝全、余男、陳家樂、江奇霖、蔡潔、潘燦良。拍攝於香港及馬來西亞取景，2017年5月在馬來西亞吉隆坡開始，借用一個大學會場，搭建出一個仿香港立法會場景。香港取景主要以香港嘉里酒店宴會廳和紅磡海濱廣場福斯傳媒辦公室為主。
拍攝在同年6月下旬結束。

## 故事大綱
故事發生在一個虛構的東南亞城市「高雲城」（以香港為藍本）。經濟學教授葉抱一（吳鎮宇飾演）及其學生韋航（張孝全飾演）在98年金融風暴後，組成「CASH」這個组织在金融市場上對抗權貴和金融大鱷，但因一宗投資事件令「CASH」分裂，CASH成員卓意寧和章秀頤更雙雙中槍，韋航更被逼潛逃緬甸，唯獨葉抱一攀上權貴。10年後，已成為經濟發展部副部長的葉抱一與「三大金融巨鱷」東文地產集團主席文啟山（張武孝飾演）、永門建材主席霍堅（張雷飾演）及宏觀傳訊主席張融（羅家英飾演）合作操縱金融市場獲利。為了創造更大的收益，葉抱一從緬甸邀請因罪潛逃當地的金融奇才韋航回來，以便為新的金融風雲奠定基礎。韋航通過一系列專家動作操縱股市，但由於參與了眾多金融干擾事件，他吸引了證券及期貨事務監察委員會調查員方璇（余男飾演）的注意，同時，正在不知不覺中走進葉抱一製造的陷阱。

## 演員列表

### 主要角色
| 演員   | 角色   | 介紹 |
| 吳鎮宇 | 葉抱一 | Anthony 韋航的師父 高雲城的經濟學教授→CASH的創始成員→經濟發展部副部長→金融管理部總裁→入獄 於1997年應卓意寧和章秀頤邀，參與對抗1997年金融風暴 在金融風暴過後，與韋航、卓意寧和章秀頤組成CASH，奉行「即使與全城的財團龍頭為敵，也必須站在中小微企業的一方，以建造一個讓所有人可以安全投資的市場」 2008年遭文啟山、霍堅和張融求助，因而指導他們把持有的200億元金融產品分拆包裝成「佳何債券」，並極力提點他們必須對外銷售 2008年金融海嘯爆發後，隨著與文啟山等三位富商的接觸被韋航等人得悉，提出解散CASH，並以有要事商議，相約4人於CASH辦公室會面 在前往CASH辦公室時被文啟山等人押走，並要求他繼續為他們圖利，但他仍然對他們沒有把「佳何債券」外銷而感到不滿，故不希望繼續協助他們，但被脅於CASH成員即將被肅清的慘況而屈服，並提議流放在世的韋航和卓意寧到緬甸，以及加入政府 |
| 張孝全 | 韋航   | 葉抱一的徒弟 學生→CASH的創始成員→流亡緬甸→仰光交易所創辦人→新生CASH的領袖→入獄→出獄後回歸CASH 於學生時代主修法律、副修經濟，在卓意寧和章秀頤向葉抱一求助時，對葉抱一初期不溫不火的態度感到不滿，因而出言勸諫，間接迫使葉抱一應邀出戰，並跟隨葉抱一作為心戰成員 在金融風暴過後，隨葉抱一、卓意寧和章秀頤組成CASH，其後與章秀頤互生情愫 2008年金融海嘯爆發後，聯同卓意寧和章秀頤，調查「佳何債券」，並透過記者王俊培，得悉葉抱一與文啟山等三位富商接觸後，對葉抱一大怒，卻被葉抱一遊說相約4人於CASH辦公室會面 在CASH辦公室等候時，遭到梁佳的暗殺，親眼目睹章秀頤被槍殺，以及卓意寧被槍傷，唯獨自己全身而退，因而認定葉抱一為出賣者，後被送往緬甸 在緬甸，結交盧子健一家為友，並以自己對金融市場的認知，在當地開設股票交易所 2016年與章慧莎於緬甸相遇，並讓她加入CASH 於2018年被葉抱一送返高雲城，與文啟山、霍堅和張融建立了利益關係，暗中在文啟山身邊安插CASH的成員，以裡應外合的方法，使文啟山和霍堅大敗財產 文啟山和霍堅入獄，在「數碼金融城」的超支撥款和工程停止後，拉攏郭秉志加入CASH 在揭發方璇是證監會成員後，與其合作，調查張融的受賄等惡行，最終以殺害王俊培的罪名相迫，使張融向證監會自首 |
| 余男   | 方璇   | Claudia 證監會法規執行部高級經理→被停職→證監會法規執行部總監→被停職調查 於學生時代主修法律，較韋航遲三年進入法律學院，是為優等生，一級榮譽畢業 加入證監會後本著「搏到盡」的心態，因而令下屬無所適從 在調查文啟山、霍堅和張融時，故意接近韋航，即使被韋航揭露後，依然與韋航合作，拘捕張融 在葉抱一逃脫廉政局的拘捕，韋航醉酒時，與韋航發生性接觸 其後受韋航的指導，前往馬來西亞尋找梁佳，以獲得關於「明日基金」的黑材料，巧遇私自行動的章慧莎，並在梁佳侵犯章慧莎時，成功取得「明日基金」的黑材料 |

### CASH
| 演員   | 角色   | 介紹 |
| 吳鎮宇 | 葉抱一 | 見主要角色 |
| 張孝全 | 韋航   | 見主要角色 |
| 譚耀文 | 卓意寧 | 金融管理部特別顧問→CASH的創始成員→流亡緬甸→以神秘組織的成員現身高雲城 於1997年與章秀頤邀請葉抱一參與對抗金融風暴，並在金融風暴過後，聯同葉抱一、韋航和章秀頤組成CASH 2008年金融海嘯爆發後，聯同韋航和章秀頤，調查「佳何債券」，並透過記者王俊培，得悉葉抱一與文啟山等三位富商接觸後，與韋航和章秀頤於CASH辦公室等候葉抱一，後被梁佳開槍射傷雙腳，因而下肢傷殘 |
| 張可頤 | 章秀頤 | Pamela 章慧莎的母親 金融管理部特別顧問→CASH的創始成員→被殺 於1997年與卓意寧邀請葉抱一參與對抗金融風暴，並在金融風暴過後，聯同葉抱一、韋航和卓意寧組成CASH，其後與韋航互生情愫 2008年金融海嘯爆發後，聯同韋航和卓意寧，調查「佳何債券」，並透過記者王俊培，得悉葉抱一與文啟山等三位富商接觸後，與韋航和卓意寧於CASH辦公室等候葉抱一，後被梁佳開槍射傷腹部，最終死亡 |
| 潘燦良 | 盧子健 | 老爺 韋航在緬甸的好友 湯之雅的丈夫→離婚→新生CASH成員 在韋航流亡緬甸期間結交的朋友，曾擁有一個一夫一妻一女兒的三人家庭 直至湯之雅把他們的女兒送走(可能是賣掉)，家庭因而碎裂，妻離子散 後來遵從韋航的指示，潛伏在文啟山身邊作為內應，協助使文啟山和霍堅大敗財產。 |
| 陳家樂 | 郭秉志 | BJ、Triggerman 郭志濤的弟弟 新生CASH成員 「數碼金融城」的反對者，善於在網上收發信息和召集群眾 後來被道瓊斯作為跳板，公開文啟山和霍堅利用政府超支撥款牟取暴利的方法，促使韋航的計劃進行。 在「數碼金融城」的超支撥款和工程停止後，於一場集會中與余友財碰面，並認識韋航等人，故以剷除CASH為目標而加入CASH。 在CASH期間，曾參與重建百傳媒的工作，並主導救助余友財和華源建材的計劃。然而，在拉攏立法院議員反對「明日基金」的三讀草案時，不滿韋航利用他作為郭志濤的弟弟的身份抹黑郭志濤，因而產生離心 |
| 蔡潔   | 章慧莎 | Sarah、阿莎 章秀頤的遺孤 新生CASH成員→昏迷未醒 於2008年與殺母兇手梁佳在CASH辦公室的大樓升降機碰面(以童年角色) 於韋航流亡緬甸期間被韋航送到英國讀書 於2016年到緬甸尋找盧子健和韋航，以求加入CASH，最終如願與盧子健一同被潛伏在文啟山身邊作為內應，協助使文啟山和霍堅大敗財產。 對韋航的感情若隱若現，輕微妒忌接近韋航的方璇。 為向梁佳復仇擅自一人前往馬來西亞，並巧遇方璇。 與方璇合作，在梁佳侵犯自己時，取得「明日基金」的黑材料。 在立法院即將就「明日基金」的三讀草案表決前，極力遊說他大量購入高風險且高回報的金融產品，以求梁佳大敗財產。 在「明日基金」的三讀草案通過後，試圖在夜總會的後巷暗殺梁佳，卻被梁佳反擊打傷，因而陷入昏迷                                            |
| 江奇霖 | 道瓊斯 | Dow 紀娜的男朋友 新生CASH成員 向郭秉志提供資料，使郭秉志得悉文啟山和霍堅，利用政府對「數碼金融城」超支撥款牟取暴利的方法 經常於夜店享樂，並以此遊說銀行高層貸款，以資助多次CASH的行動；同時利用廣闊的人脈，能夠一次動員大量人手，以增加人手 在華源建材一事中取得一份在海外開設離岸公司的富豪黑名單，並私自留下副本，以此向多名富豪敲詐勒索，雖然因而暴富，卻同時招致被多人追殺 在拉攏立法院議員反對「明日基金」的三讀草案的行動中，向張澤新出賣CASH的拉攏進程，包括周浩華的弱點，使CASH的進程一度受創 後來在CASH和張澤新雙方眾叛親離下，避過暗殺後逃往美國 於2019年從美國華爾街帶同大筆資金回到高雲城，並回歸CASH，並與郭秉志為CASH在某金融機構投機龐大淡倉，並因而為CASH帶來龐大獲利 |

### 政府官員
| 演員   | 角色   | 介紹 |
| 余男   | 方璇   | 見主要角色 |
| 甘家旗 | 戴家華 | Ray 證監會成員，方璇的上司 初時因方璇在拘捕張融一案中而對她感到滿意，後來因方璇在「明日基金」的調查上自把自為，最終使兩人發生磨擦 |
| 袁富華 | 容力為 | Simon 金融管理部助理總裁→金融管理部總裁→辭職 於1997年時擔任金融管理部助理總裁，曾建議把高雲城貨幣和美元的聯繫匯率脫鈎，其後向當時的財政部首長提議動用外匯儲備對抗唱淡投機者，促成戰勝金融風暴一事 於2018年以私人理由辭去金融管理部總裁一職 |
| 廖啟智 | 羅啟中 | KC 財政部首長 對葉抱一過往至今的成績十分欣賞，其後因葉抱一提出設立「明日基金」，因而乘金融管理部總裁虛席，提拔葉抱一坐上金融管理部總裁一位                                                                                                 |
| 梁健平 | 陳偉良 | Simon 經濟發展部部長→被廉政局拘捕 葉抱一的上司 表面上強調規程倫理，實則妒忌葉抱一受到羅啟中賞識 在立法院就「數碼金融城」超支撥款申請表決當日，被葉抱一出賣（收取文啟山和霍堅的賄款的罪證經由梁德強被公開），因而被迫請辭和被廉政局拘捕     |

### 商人
| 演員   | 角色   | 介紹 |
| 張武孝 | 文啟山 | Ronald 地產商東文地產集團主席 |
| 張雷   | 霍堅   | 建材商永門建材主席 |
| 羅家英 | 張融   | 傳媒機構宏觀傳訊主席 |
| 何華超 | 余友財 | 建材商華源建材集團主席 稍為中庸的商人，在位期間欠缺領導公司的能力，因為公司生意不景。在「數碼金融城」的超支撥款和工程停止後，他大量購入的建材霎成廢料，因而成為苦主 面對以妻子為首的董事局，以及一眾被拖欠薪金的員工，選擇與郭秉志等CASH成員合作，最終避開了清盤危機 由於和何柏榮相識，故藉此為韋航引見。後在榮力集團週年晚上，攜同何柏榮之父，何力進入會場，以遊說何柏榮反對明日基金的方案 在「明日基金」的三讀草案通過後，乘勢操作股市獲利，貪念也日益膨脹，最終在大熊市中損手 |
| 韋羅莎 | 林逸儀 | 傳媒機構百傳媒主席 其父林棟在十年前所領導的百傳媒為高雲城的報業龍頭，接管百傳媒後大肆改革，開辦網媒，然而網站經常當機而欠缺點擊率，一度拖累百傳媒的業績 在韋航的指導下，利用期權合約以及噱頭策略，一口氣擴大百傳媒的業績，因而答應為韋航抹黑葉抱一 |

### 立法院
| 演員   | 角色       | 介紹             |
| 王駿   | 立法院主席 |                  |
| 陳沛江 | 郭志濤     | 公民連線副主席   |
| 蔡偉祥 | 梁德強     | 反對派議員       |
| 周祉君 | 周浩華     | Peter 真民黨主席 |
| 張松枝 | 何柏榮     | 工商黨主席       |

### 其他
| 演員                        | 角色          | 介紹 |
| 陸駿光                      | 張澤新        | Sunny 葉抱一的助理 效忠葉抱一的得力助手，包辦多種跑腿工作，例如聯繫牽線、威迫利誘等 於第一集在緬甸代表葉抱一召回流亡中的韋航，並在葉抱一對付文啟山和霍堅的行動中為葉抱一操盤 於第四集收買道瓊斯，為葉抱一取得新生CASH的拉票行程，並為葉抱一拉攏各界人員支持「明日基金」 |
| 張建聲                      | 梁佳          | 佳哥 幫會成員 於2008年向勤姐放債讓她購入迷你債券，並在勤姐面臨困境時拒絕追加貸款，間接迫死勤姐 期後收到文啟山等三人的委託，在CASH辦公室虐殺葉抱一以外的CASH成員，其中槍殺了章秀頤，並槍傷了卓意寧的雙腿 過了一段時間，到馬來西亞一邊享受富豪的不夜生活，一邊以麻木兇殘的手段管理黑幫、正當行業的下屬 期後先後遇上方璇和章慧莎，並在章慧莎執行計劃時伺機侵犯她 在「明日基金」的三讀草案通過後，在夜總會的後巷反擊企圖暗殺他的章慧莎，並使她傷至昏迷 在「明日基金」上市而促成的大牛市期間，他透過挪用幫會公款和借貸炒股；在韋航暗中推波助瀾下，「明日基金」和相關的金融產品成為他的主要收入來源 在市場由盛轉衰的環境下，轉眼間瀕臨破產，並在韋航現身時才知道自己墮入圈套，但只有哀求韋航貸款援助，於是把自己的鑲金牙脫下，打算交給韋航作為抵押品，卻遭韋航恥笑拒絕，因而頓陷絕望 |
| 桂綸鎂 （粵語配音：王慧珠） | 湯之雅        | Anna 韋航在緬甸的好友 盧子健的妻子→離婚→以神秘組織的成員現身高雲城 |
| 崔碧珈                      | 紀娜          | Gina 道瓊斯的女朋友→被殺 在多次的遊說行動中為道瓊斯操心勞力，與道瓊斯的感情基本穩定而真摯 最終於停車場被暗殺道瓊斯的殺手誤殺 |
| 李洺中                      | 施澤善        | 高雲城商界的代表人物，在葉抱一的威迫下簽署文件以代表商界支持高雲城最低工資的上調 |
| Stephanie Lui               | 童年莎        | |
| 吳浣儀                      | 勤姐          | 在CASH義務打掃衛生的清潔工，經常為CASH創始成員熬湯，與葉抱一等人交好 為人本來忠實，但在一時貪念驅使下，於2008年金融海嘯前夕，向梁佳借貸，購入迷你債券 在大熊市後向梁佳借貸不遂，最終同年跳樓自殺身亡 |
| 馮德權                      | 王俊培        | 宏觀傳訊記者，於2008年金融海嘯後私下調查「佳何債券」，並向韋航等人販賣葉抱一和文啟山等人會面的情報，並以此勒索張融，同年不久為張融所槍殺 |
| 呂愛瓊                      | 區家倩        | 余友財的前妻→離婚 華源建材的董事 與余友財育有一女，華源建材經營上軌前時常作為工作的營業支柱，曾經歷債主臨門、朝不保夕的日子，最終與余友財離婚 在「數碼金融城」的超支撥款和工程停止後，華源建材頓時陷入困境，因而提出清盤 |
| 葉清方                      | 何力          | |
|                             | William Jones | |
| 葉景文                      | 鄧志達        | 鄉事處主席 |
| 蔡運華                      | 余鳳嬌        | |
| 廖子妤                      | 羅潔兒        | Karen 示威人士，與郭秉志相識，反對地產商為興建「創科園」強制收回位於鄉郊地區的坪沙村 在一場示威衝突中流血受傷 |
| 陳鴻                        | 神秘人        | |

## 劇中所影射的香港重大事件及時事議題
括號代表現實情況
- 第1集
  - 2014年，市民上街紮營抗議，出現「公民抗命」、「官商勾結」等字眼。警察投放催淚彈
- 第2集
  - 1997年至1998年期間，以喬治·索羅斯為首的唱淡投機者，在亞洲各地主要的金融市場進行具操控性的投機活動，造成多國金融、銀行和經濟體系均受到毀滅性的衝擊（香港銀行同業拆息曾升至300厘）
  - 2008年，美國次按危機和雷曼迷你債券觸發金融海嘯（2008年10月27日，恆生指數單日下跌1942點，為自亞洲金融風暴以來最大單日跌幅，市值單日蒸發9千多億港元）
  - 預料地鐵是一個龐大的地產怪物（港鐵公司除營運鐵路交通外，主要業務為發展鐵路上蓋的住宅及商業物業，並將其出售或租賃；而港鐵公司約半的利潤是來自香港的物業發展以及租務管理）
- 第5集
  - 農村村民和年輕人手拉手阻止「創科園」興建（2017年1月25日，粉嶺馬屎埔村爆發收地衝突，村民手拉手阻止保安前進，而挖泥機進駐剷地）
- 「明日基金」
  - 擔任經濟發展部副部長的葉抱一，以官方名義推出名為「明日基金」的大型基建項目的投資信託基金，基金透過市場公開集資以應付政府未來大型基建的工程開支；市民通過入股的方式投資明日基金，政府而所有基建項目資金由基金撥款。使政府大型基建的工程的財政撥款能繞過立法機關的審批，毋須遭到立法機關的反對派阻撓，甚至能藉此向友好財團進行利益輸送（行政長官林鄭月娥於2018年度施政報告中提出「明日大嶼願景」，建議於大嶼山東部附近海域分階段填海約1700公頃土地興建人工島。其後財政司司長陳茂波更表示政府會考慮以透過發債以籌募「明日大嶼」計劃所需資金，以減輕政府財政負擔之餘，亦令市民有穩定投資工具。直到2020年，TOM集團前行政總裁王兟創辦「香港我哋家有限公司」，並在全港所有報章頭版刊登全版廣告，公開倡議一個「創新公私營合作」（PPPP）方案，向全港市民「眾籌」兼對外發債，目標集資1.1萬億元，推動「明日大嶼」填海造地2000公頃、以及興建25萬個青年人可負擔的單位，並指日後可進一步上市作集資。）

## 每集簡介
| 集數 | 首播日期      | 名稱              |
| 1    | 2018年5月24日 | 5201-從信任到背叛 |
| 2    | 2018年5月24日 | 6470-西西弗斯     |
| 3    | 2018年5月31日 | 8473-暗湧         |
| 4    | 2018年6月7日  | 607-撕裂          |
| 5    | 2018年6月14日 | 2018-明日         |

特點:每集的名稱伴有一個號碼(例如第一集的「5201」和第二集的「6470」等)，每個號碼擁有不同的意義，首四集分別代表「確飲健」、「百傳媒」、「華源建材」和「明日基金」的上市編號，最後一集刞代表「明日基金」的上市年份，也是本劇的首播年份

## 評價
劇集自5月24日首播後，獲得廣泛好評，於豆瓣網站的評分高達8.3分，為近年評分最高的國產劇之一，被稱為「中國版《大時代》」。

## 外部連結
- 東方華爾街 官方網站
- 東方華爾街的Facebook專頁
- 豆瓣电影上《東方華爾街》的資料 （简体中文）
- 时光网上《東方華爾街》的資料（简体中文）

| 香港 ViuTV 星期日 21:30 - 22:30 · 2018年12月30日及2019年1月6日 21:30 - 22:45 | 香港 ViuTV 星期日 21:30 - 22:30 · 2018年12月30日及2019年1月6日 21:30 - 22:45 | 香港 ViuTV 星期日 21:30 - 22:30 · 2018年12月30日及2019年1月6日 21:30 - 22:45 |
| ---------------------------------------------------------------------------- | ---------------------------------------------------------------------------- | ---------------------------------------------------------------------------- |
|                                                                              | 東方華爾街 （2018年12月9日 - 2019年1月6日）                                  |                                                                              |
| 暗算天機 （2018年11月4日 - 2018年12月2日）                                   | 蠟筆小新劇場版：超級美味B級美食大逃亡 （2019年1月13日）（21:30-23:30）       |                                                                              |